# Archidiocèse de Montréal
L’archidiocèse de Montréal est un archidiocèse métropolitain de l'Église catholique au Québec. Son siège archiépiscopal est la basilique-cathédrale Marie-Reine-du-Monde située dans l'arrondissement de Ville-Marie. Les diocèses de Joliette, de Saint-Jean-Longueuil, de Saint-Jérôme-Mont-Laurier et de Valleyfield lui sont suffragants. Il a été érigé en tant que diocèse en 1836 par le pape Grégoire XVI et a été élevé au rang d'archidiocèse en 1886 par Léon XIII. Depuis 2012, son archevêque est Christian Lépine.

## Description

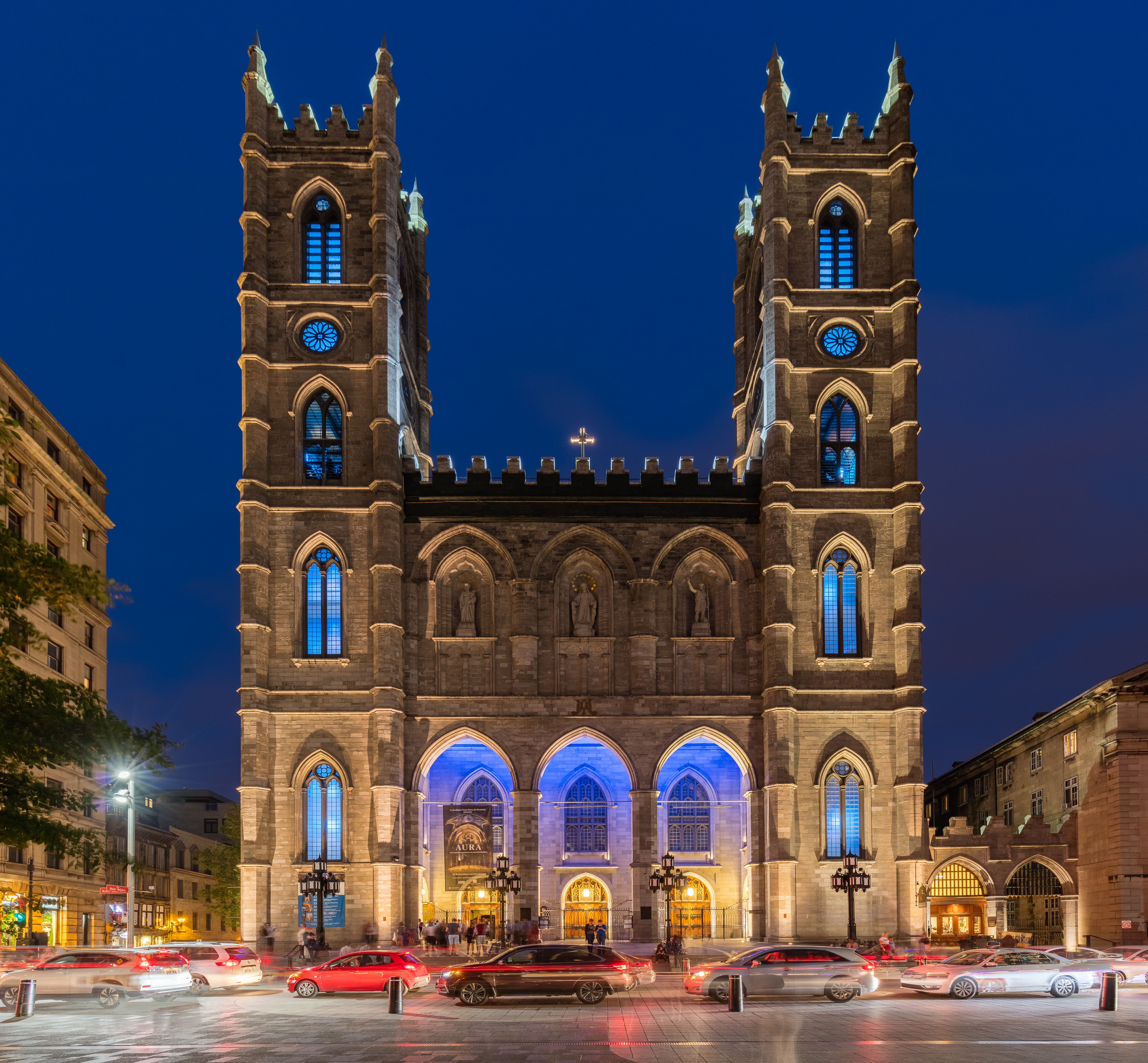
La basilique Notre-Dame de Montréal.

L'archidiocèse de Montréal est l'une des 21 juridictions catholiques au Québec. Son siège archiépiscopal est la basilique-cathédrale Marie-Reine-du-Monde située dans l'arrondissement de Ville-Marie. Depuis 2012, son archevêque est Christian Lépine,,,. De plus, depuis le 19 avril 2016, Alain Faubert (de) est évêque auxiliaire,.
Le territoire de l'archidiocèse de Montréal couvre une superficie de 947 km2 et est divisé en 179 paroisses en 2016,. En fait, son territoire couvre l'île de Montréal et l'île Jésus (Laval) ainsi que la municipalité régionale de comté de L'Assomption. Il est contigu au diocèse de Valleyfield au sud-ouest, au diocèse de Saint-Jérôme-Mont-Laurier au nord-ouest, au diocèse de Joliette au nord, au diocèse de Saint-Hyacinthe à l'est et au diocèse de Saint-Jean-Longueuil au sud-est. L'archidiocèse comprend 214 églises.
L'archidiocèse de Montréal est le métropolitain de la province ecclésiastique de Montréal et quatre diocèses y sont suffragants : les diocèses de Joliette, de Saint-Jean-Longueuil, de Saint-Jérôme-Mont-Laurier et de Valleyfield,.
En 2016, l'archidiocèse de Montréal dessert une population de 1 742 000 catholiques avec un total de 923 prêtres et 82 diacres permanents.
L'archidiocèse de Montréal comprend quatre basiliques mineures : la basilique-cathédrale Marie-Reine-du-Monde et Saint-Jacques depuis le 9 avril 1919, la basilique de Saint-Joseph du Mont-Royal depuis le 19 novembre 1954, la basilique Notre-Dame-de-Montréal depuis le 15 février 1982 et la basilique Saint-Patrick depuis le 9 décembre 1988.

## Histoire

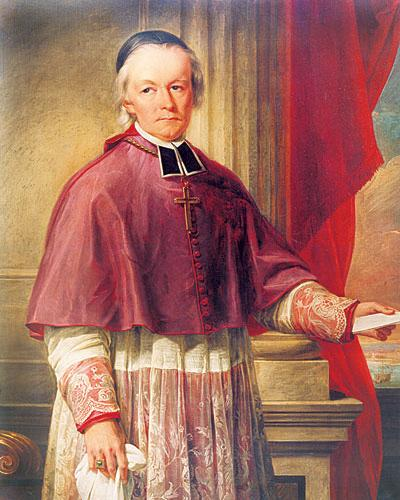
Jean-Jacques Lartigue, premier évêque de Montréal.

Le diocèse de Montréal a été érigé canoniquement le 13 mai 1836 par le pape Grégoire XVI,,,. Auparavant, son territoire faisait partie de l'archidiocèse de Québec. Son premier évêque fut Jean-Jacques Lartigue qui était évêque auxiliaire de l'archidiocèse de Québec et qui demeura à cette fonction jusqu'à sa mort le 19 avril 1840,,,.
Le 25 juin 1847, il perdit une partie de son territoire lors de l'érection du diocèse de Bytown, de nos jours l'archidiocèse d'Ottawa-Cornwall. Le 8 juin 1852, il perdit à nouveau une partie de son territoire lors de l'érection des diocèses de Saint-Hyacinthe et de Trois-Rivières.
Le 8 juin 1886, il a été élevé au rang d'archidiocèse,. Par la suite, il perdit des parties de son territoires à quatre reprises : lors de l'érection du diocèse de Valleyfield le 5 avril 1892, du diocèse de Joliette le 27 janvier 1904, du diocèse de Saint-Jean-de-Québec, de nos jours le diocèse de Saint-Jean-Longueuil, le 9 juin 1933 et du diocèse de Saint-Jérôme le 23 juin 1951.
En septembre 1984, le pape Jean-Paul II a visité l'archidiocèse de Montréal.

## Ordinaires
| #  | Nom                   | Dates                            |
| -- | --------------------- | -------------------------------- |
| 1  | Jean-Jacques Lartigue | 13 mai 1836 - 19 avril 1840      |
| 2  | Ignace Bourget        | 19 avril 1840 - 11 mai 1876      |
| 3  | Édouard-Charles Fabre | 11 mai 1876 - 30 décembre 1896   |
| 4  | Paul Bruchési         | 25 juin 1897 - 20 septembre 1939 |
| 5  | Georges Gauthier      | 20 septembre 1939 - 31 août 1940 |
| 6  | Joseph Charbonneau    | 31 août 1940 - 9 février 1950    |
| 7  | Paul-Émile Léger      | 25 mars 1950 - 20 avril 1968     |
| 8  | Paul Grégoire         | 20 avril 1968 - 17 mars 1990     |
| 9  | Jean-Claude Turcotte  | 17 mars 1990 - 20 mars 2012      |
| 10 | Christian Lépine      | Depuis le 20 mars 2012           |

### Abus sexuels
Mandatée par l'archevêque de Montréal en 2020, dans le cadre de l'affaire du prêtre pédophile Brian Boucher, Christian Lépine, l'ancienne juge Pepita G. Capriolo de la Cour supérieure du Québec a enquêté sur les responsabilités de l’archevêché de Montréal dans le dossier Brian Boucher. Selon  Pepita G. Capriolo le cardinal Jean-Claude Turcotte et l'évêque Anthony Mancini étaient informés depuis longtemps des comportements problématiques de Brian Boucher même si les premières plaintes pour abus sexuels envers un mineur datent de 2016. « Son intérêt malsain envers de jeunes garçons circulaient depuis les années 1980 ». À la fin des années 1990, le prêtre a « une relation intime avec un jeune garçon », mais aucun abus sexuel n'est alors mentionné.
L'ombudsman de l’Église catholique à Montréal, Marie Christine Kirouack, dépose en aout 2021 son premier rapport concernant 
45 plaintes pour des faits qui se sont déroulés depuis les années 1950, 22 d'entre elles sont relatives à des abus sexuels « quasi institutionnel »,.
Le documentaire Secrets et péchés de l'Église de Manu Chataigner et Jules Richer, sorti en 2022, montre notamment à travers le cas du prêtre  Brian Boucher, comment l'Église catholique de Montréal a protégé implicitement les prêtres pédophiles au détriment des victimes.
Pepita Capriolo, démissionne de son poste de conseillère à l’archevêché de Montréal en décembre 2022. Elle considère que l’Église catholique est toujours contrôlée par une « caste » de religieux qui refusent de changer pour lutter contre les abus des prêtres : « Ils sont de la vieille garde ; ce sont ceux qui sont habitués au cléricalisme. C’est comme une caste et ils se protègent »,. Marie-Christine Kirouack, médiatrice chargée du suivi des affaires d’abus sexuels dans le diocèse de Montréal, dénonce pour sa part des dysfonctionnements institutionnels dans certaines affaires.

## Saints et bienheureux
Trois saints proviennent de l'archidiocèse de Montréal : Marguerite Bourgeoys, Marguerite d'Youville et le frère André. De plus, trois bienheureuses proviennent également de l'archidiocèse de Montréal : Émilie Gamelin, Marie-Anne Blondin et Marie-Rose Durocher.

## Galeries

Saints
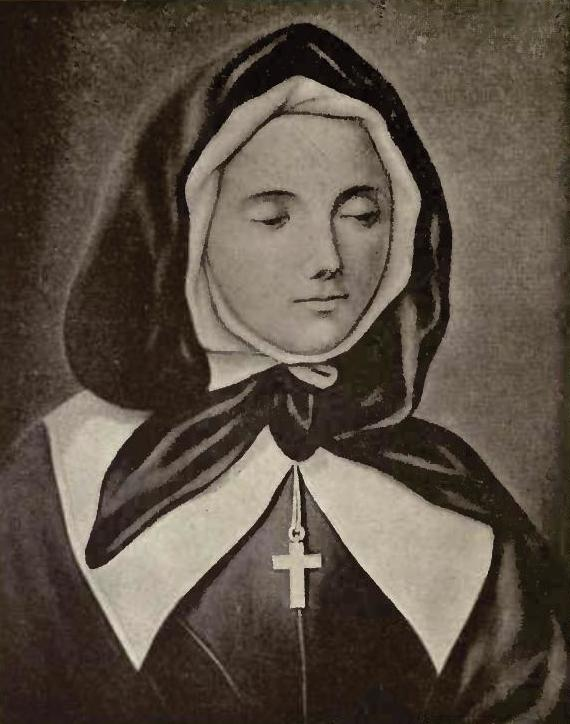
Sainte Marguerite Bourgeoys.
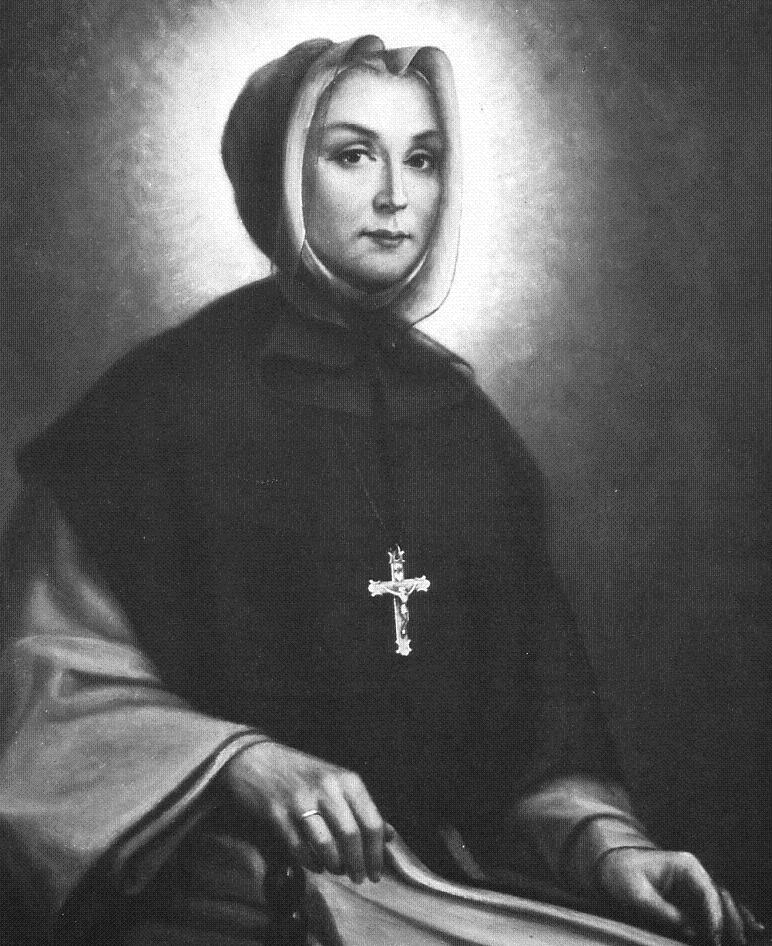
Sainte Marguerite d'Youville.
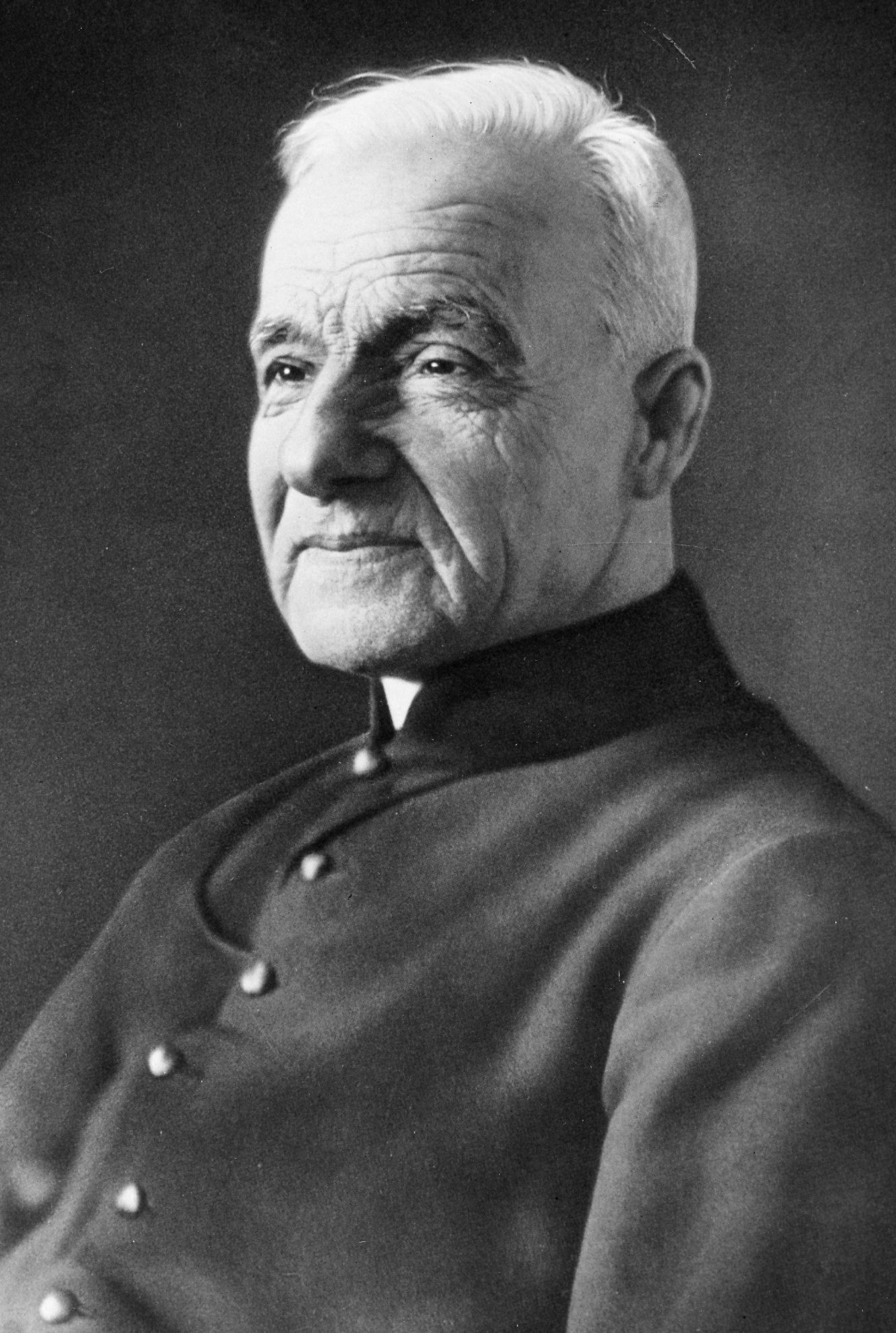
Saint frère André.

Églises
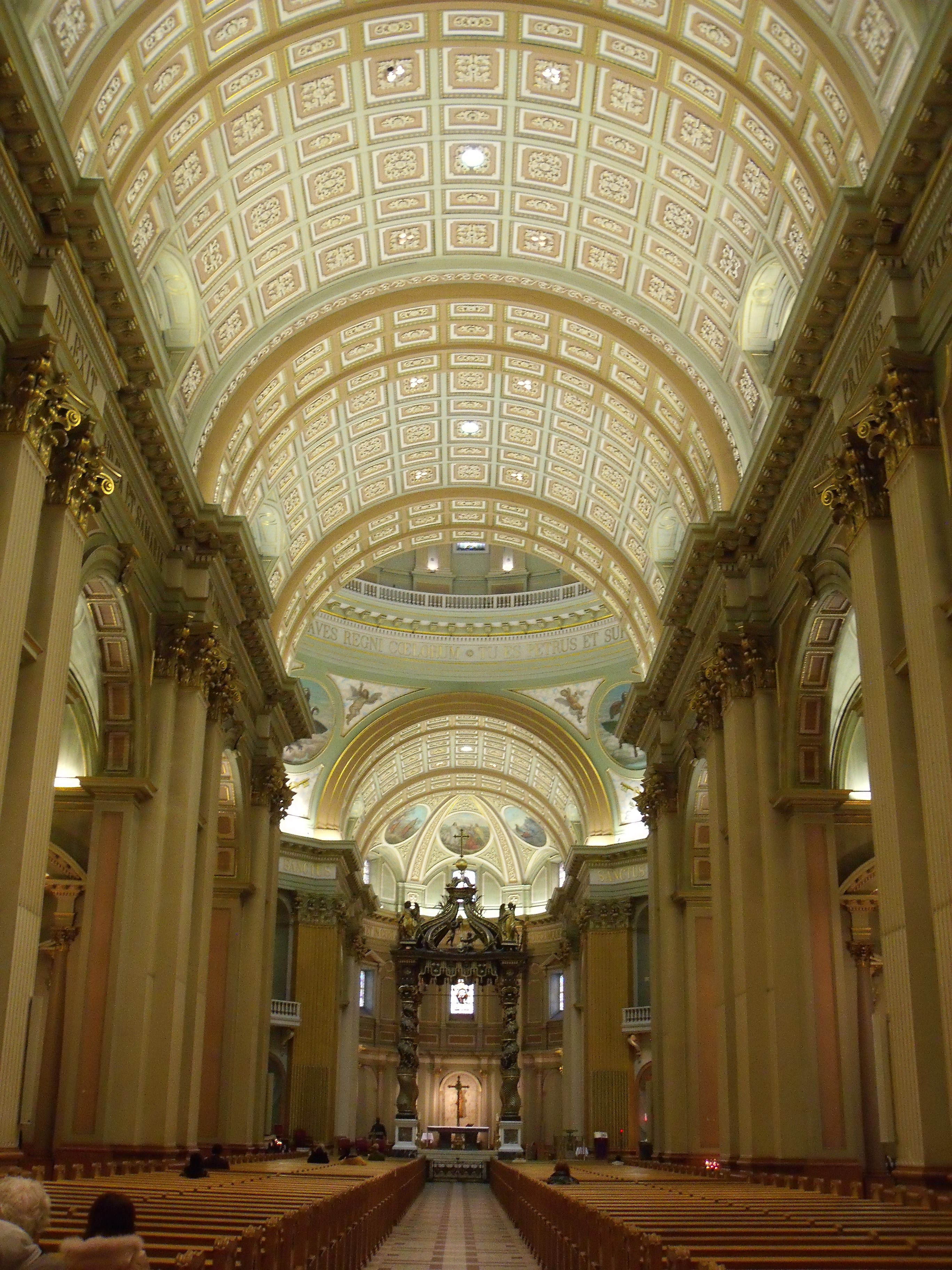
Nef de la cathédrale Marie-Reine-du-Monde de Montréal.
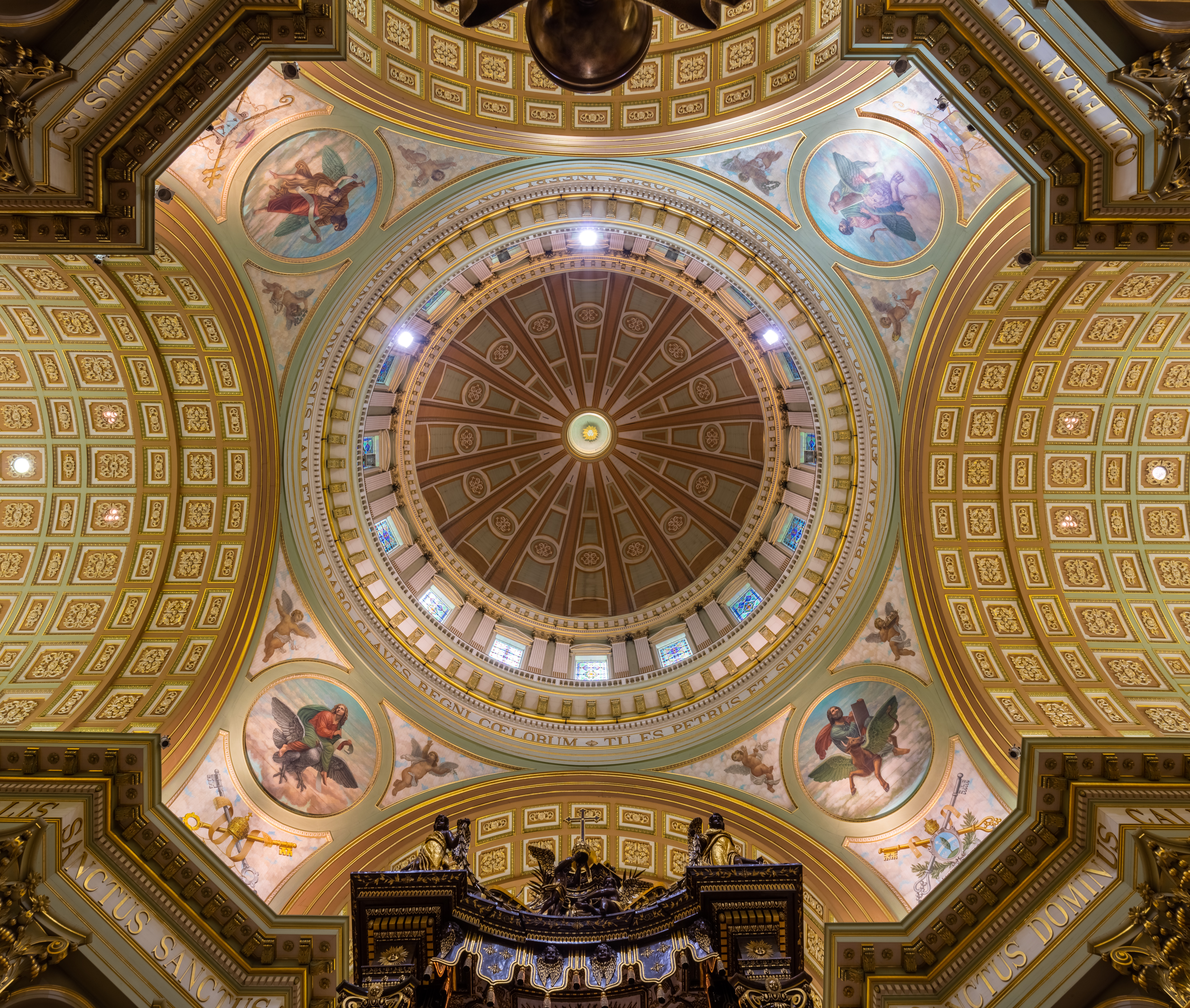
Dôme central de la cathédrale Marie-Reine-du-Monde de Montréal.
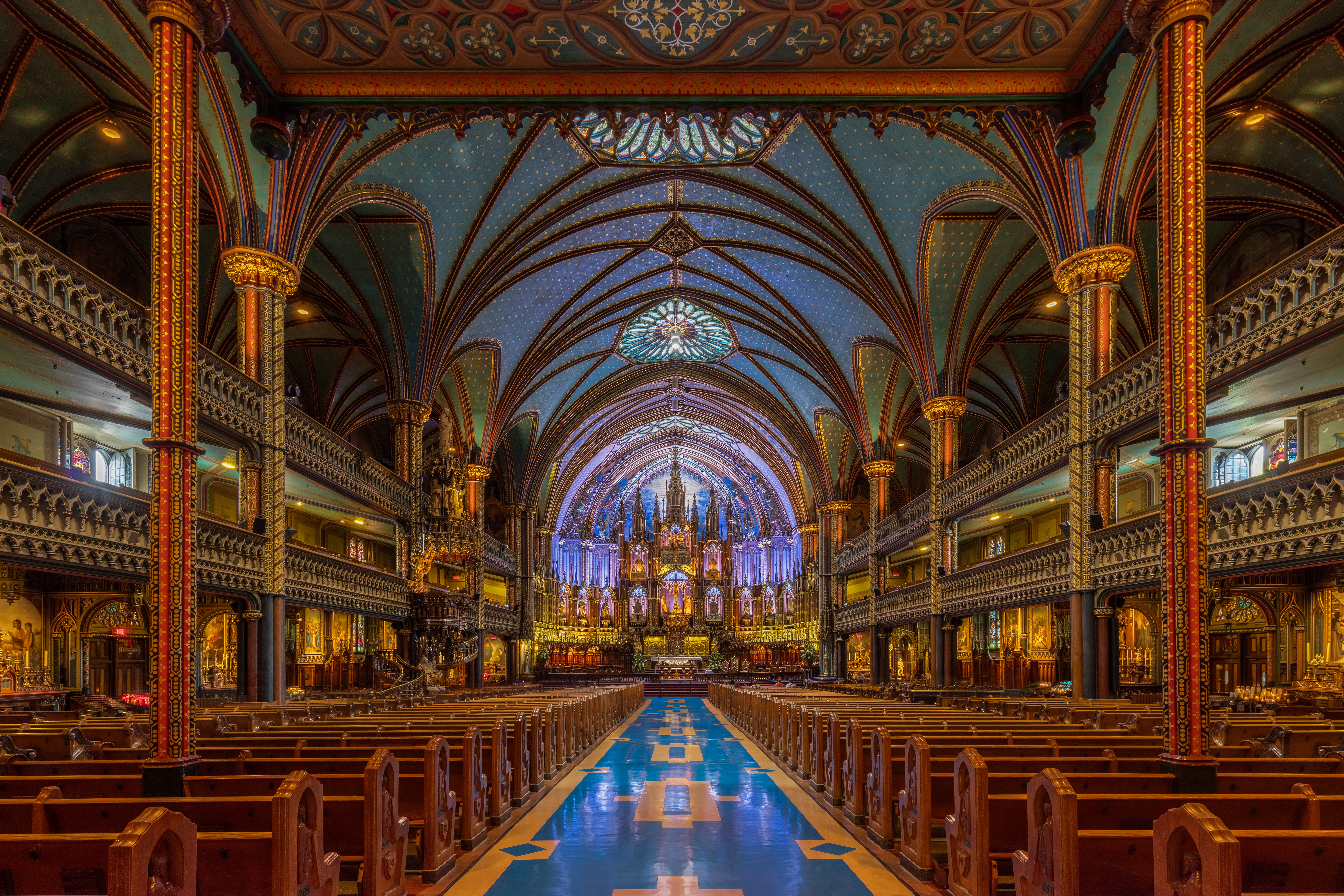
Intérieur de la basilique Notre-Dame de Montréal.
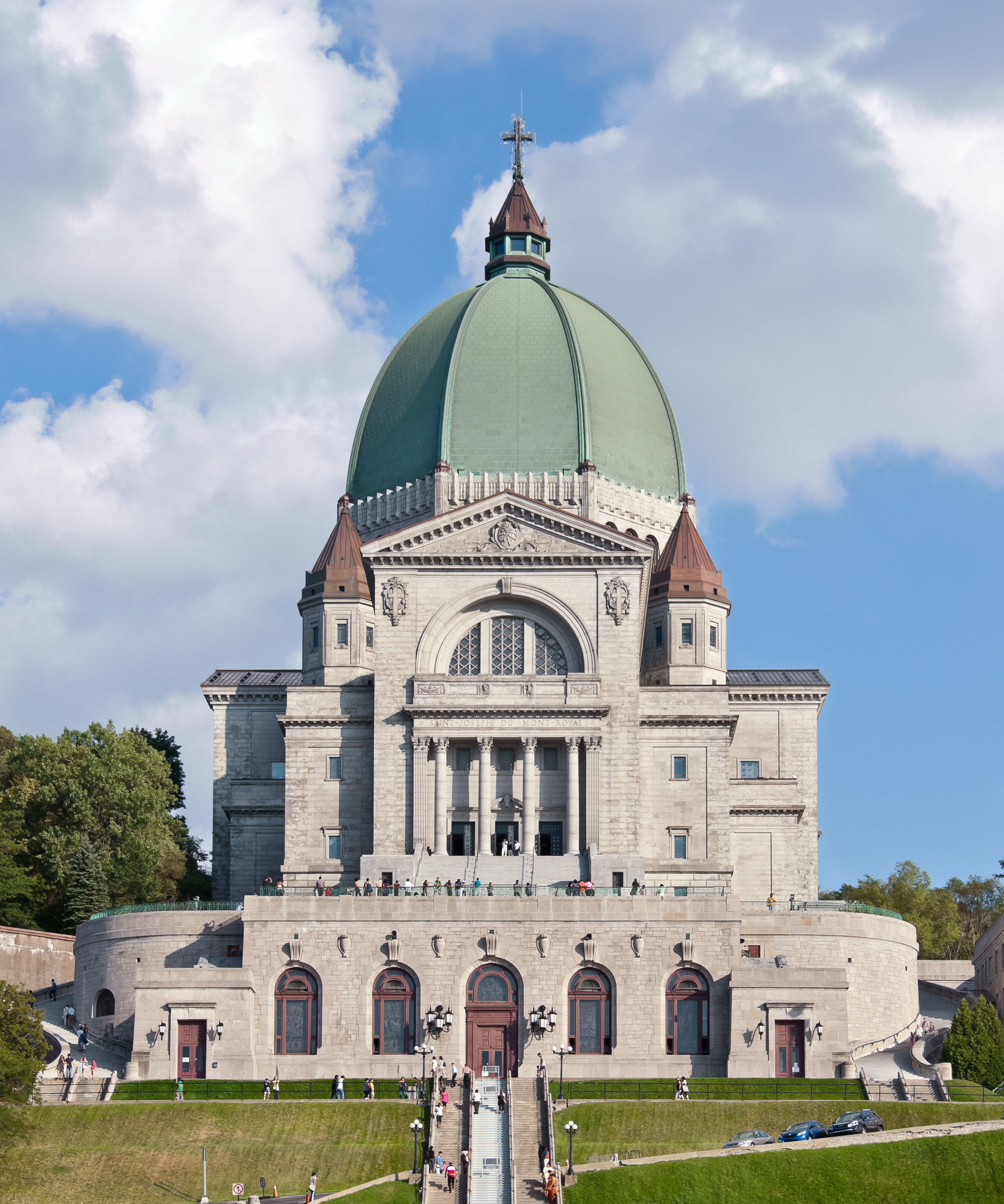
Oratoire Saint-Joseph du Mont-Royal.
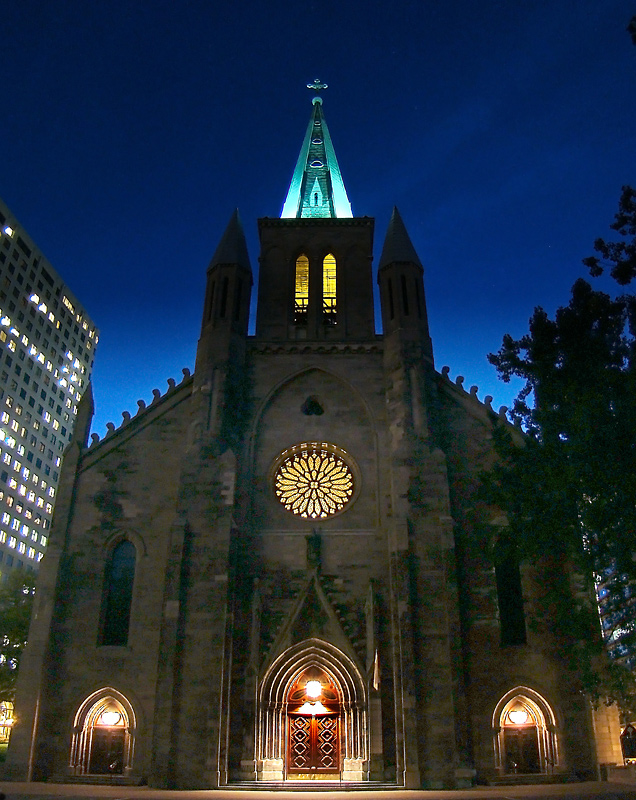
Basilique Saint-Patrick de Montréal.